# Chivay
Chivay es una localidad peruana, capital del distrito homónimo y de la provincia de Caylloma, ubicada en el departamento de Arequipa. Está situada a 3.635 m s.n.m. en la vertiente occidental de la cordillera de los Andes, en la parte alta del cañón del Colca. A 3 km se encuentran los baños termales de La Calera.

## Etimología
El nombre de Chivay proviene del término quechua chuway o chuwa que significa 'plato de barro' por la forma de hoyada del pueblo.

## Demografía

### Etnias
Esta área del valle del Colca está habitado por dos etnias: Los collahuas, descendientes de los pueblos aimaras que formaron el estado Tiahunaco, y los cabanas, pueblos herederos del estado Huari. El Cuzco asimiló los principales usos administrativos de los tiahuanaco y los huari para gobernar a los pueblos y naciones incorporadas al imperio. Así, los pueblos eran divididos en tres parcialidades: los hurin , los hanan y los capacc, costumbre que pervive hasta hoy en la provincia de Caylloma.

## Historia
Chivay es un pueblo de fundación española de la época del virrey Toledo, que sirvió como reducción de los pueblos originarios con la finalidad de evangelizarlos en la fe católica; el damero histórico tiene el uso de los españoles, su iglesia matriz al frente su cabildo, hoy municipalidad y al entorno las familias fundadoras de la ciudad.

## Clima

Vista panorámica de la plaza Mayor.

| Parámetros climáticos promedio de Chivay | Parámetros climáticos promedio de Chivay | Parámetros climáticos promedio de Chivay | Parámetros climáticos promedio de Chivay | Parámetros climáticos promedio de Chivay | Parámetros climáticos promedio de Chivay | Parámetros climáticos promedio de Chivay | Parámetros climáticos promedio de Chivay | Parámetros climáticos promedio de Chivay | Parámetros climáticos promedio de Chivay | Parámetros climáticos promedio de Chivay | Parámetros climáticos promedio de Chivay | Parámetros climáticos promedio de Chivay | Parámetros climáticos promedio de Chivay |
| Mes                                      | Ene.                                     | Feb.                                     | Mar.                                     | Abr.                                     | May.                                     | Jun.                                     | Jul.                                     | Ago.                                     | Sep.                                     | Oct.                                     | Nov.                                     | Dic.                                     | Anual                                    |
| ---------------------------------------- | ---------------------------------------- | ---------------------------------------- | ---------------------------------------- | ---------------------------------------- | ---------------------------------------- | ---------------------------------------- | ---------------------------------------- | ---------------------------------------- | ---------------------------------------- | ---------------------------------------- | ---------------------------------------- | ---------------------------------------- | ---------------------------------------- |
| Temp. máx. media (°C)                    | 18                                       | 17.9                                     | 17.5                                     | 18                                       | 17.8                                     | 17.4                                     | 16.9                                     | 17.9                                     | 18.5                                     | 19.8                                     | 19.6                                     | 18.8                                     | 18.2                                     |
| Temp. media (°C)                         | 10.7                                     | 10.9                                     | 10.5                                     | 9.5                                      | 8.1                                      | 7.5                                      | 6.1                                      | 6.5                                      | 8.3                                      | 9.5                                      | 9.8                                      | 10.6                                     | 9                                        |
| Temp. mín. media (°C)                    | 3.4                                      | 3.9                                      | 3.5                                      | 1.1                                      | -1.6                                     | -2.3                                     | -4.7                                     | -4.8                                     | -1.8                                     | -0.7                                     | 0.1                                      | 2.4                                      | -0.1                                     |
| Fuente: climate-data.org                 |                                          |                                          |                                          |                                          |                                          |                                          |                                          |                                          |                                          |                                          |                                          |                                          |                                          |